# Igeltjärnen (Trönö socken, Hälsingland, 681965-155176)
Igeltjärnen är en sjö i Söderhamns kommun i Hälsingland och ingår i Norralaåns huvudavrinningsområde. Sjön har en area på 0,0437 kvadratkilometer och ligger 172,9 meter över havet. Sjön avvattnas av vattendraget Norrån.

## Delavrinningsområde
Igeltjärnen ingår i det delavrinningsområde (681947-155175) som SMHI kallar för Utloppet av Långbrosbodsjön. Medelhöjden är 194 meter över havet och ytan är 4 kvadratkilometer. Det finns inga avrinningsområden uppströms utan avrinningsområdet är högsta punkten. Norrån som avvattnar avrinningsområdet har biflödesordning 2, vilket innebär att vattnet flödar genom totalt 2 vattendrag innan det når havet efter 28 kilometer. Avrinningsområdet består mestadels av skog (80 procent). Avrinningsområdet har 0,5 kvadratkilometer vattenytor vilket ger det en sjöprocent på 12,6 procent.